# Рон Пол
Рон Ернест Пол (енгл. Ron Ernest Paul; Лејк Џексон, 20. август 1935) амерички је политичар, дугогодишњи конгресмен из Лејк Џексона (Тексас), члан Републиканске странке и лекар. Др. Пол од 1997. у Представничком дому Конгреса САД представља 14. конгресни дистрикт Тексаса, а 1976. и од 1979 — 1985. је представљао 22. конгресни дистрикт Тексаса. Често га називају „Доктор Не” због конзистентног и упорног противљења и гласања против сваког предлога закона за који верује да крши Устав САД. Пол је 12. марта 2007. објавио своју кандидатуру за номинацију Републиканске странке за председничке изборе у САД 2008. Године 1988. је био кандидат Либертаријанске странке на председничким изборима, на којима је заузео треће место са 0,47% гласова.
У Конгресу, Рон Пол је привржен либертаријанским смерницама и конзервативним принципима „мале владе”. Није ниједном гласао за повећање пореза, конгресменских плата, одбија да прихвати пензију за чланове Конгреса или да путује на рачун државе. Подржава слободну трговину, право на ношење оружја и чврсту контролу граница, а противи се смртној казни, спољним интервенцијама, порезу на приход, рату против дрога као и дефинисању истополног брака на савезном нивоу. Пол сматра да би налаз Врховног суда САД у случају Роу против Вејда требало да буде оборен и лично се противи прекиду трудноће, за који сматра да би требало да га регулишу појединачне савезне државе, као и да савезна влада САД не би требало да има било каквог утицаја на образовање.
Ожењен је са Керол Пол, имају петоро деце, Ронија, Лори, Ренда, Роберта и Џој.